# IG Bildende Kunst
Die Interessengemeinschaft Bildende Kunst ist eine Interessenvertretung der Bildenden Künstler in Österreich.
Bildende Künstler haben 1956 die IG Bildende Kunst – vormals Bundesverband bildender Künstler Österreichs (BVÖ) – als selbstorganisierte Interessenvertretung (Verein) gegründet, um politische Entscheidungsprozesse, die Auswirkungen auf bildende Künstler haben, aktiv mitzugestalten und sich für eine Verbesserung der strukturellen Rahmenbedingungen künstlerischen Schaffens einzusetzen. Zentrales Aufgabengebiet ist die Wahrung und Vertretung der kulturpolitischen, sozialen, rechtlichen, wirtschaftlichen und anderen berufsspezifischen Interessen von bildenden Künstlern sowie die Förderung des (öffentlichen) Interesses an deren Arbeit.
Mitglieder profitieren zusätzlich von kostenlosen Service- und Beratungsangeboten. Interessenvertretung und Galerie werden von einem Team aktiver Künstler geführt. Die Künstlervereinigung hat ihren Sitz in Wien. Themenschwerpunkte sind: Soziale und wirtschaftliche Absicherung (Grundeinkommen), Niederlassungsrecht, Steuergesetzgebung, Urheberrecht und Folgerecht.

## Ausstellungen
Die Künstlervereinigung betreibt eine Galerie. Das Programm des Ausstellungsraums reflektiert und ergänzt die politische Arbeit der Interessenvertretung. Der Schwerpunkt der Ausstellungsprojekte liegt auf aktuellen kulturpolitischen, kunstpolitischen und gesellschaftspolitischen Inhalten, die in kuratierten Gruppenausstellungen mit Mitteln und Methoden bildender Kunst kommuniziert werden. Durch zeitgenössische Gestaltungskonzeptionen wird der Ort zu einem performativen Display. Als Raum für Experimente kommen ebenso marginalisierte Positionen und Themen zu Wort. Im Sinne eines erweiterten Kunstbegriffs werden radikale kunstimmanente Fragestellungen, subversive Strategien, transdisziplinäres und partizipatorisches Denken und Arbeiten gefördert.

## Publikationen
Die Künstlervereinigung gibt viermal im Jahr die Zeitschrift Bildpunkt heraus. Jede Ausgabe widmet sich einem Themenschwerpunkt. Zentral sind dabei ästhetische, aktivistische und theoretische Strategien samt ihren gegenseitigen Verschränkungen und Überschneidungen. Drei künstlerische Positionen brechen jeweils das Textmonopol. Weitere Texte zu Kulturpolitik, ein Serviceteil für Künstler sowie Informationen über Aktivitäten der Interessenvertretung füllen das Heft. Der Bildpunkt liegt an verschiedenen Orten des zeitgenössischen Kunst- und Kulturgeschehens zur freien Entnahme auf, Mitglieder erhalten den Bildpunkt gratis zugeschickt.